# Arrelia
Waldemar Seyssel, mais conhecido como Arrelia (Jaguariaíva, 31 de dezembro de 1905 — Rio de Janeiro, 23 de maio de 2005), foi um ator, humorista e palhaço brasileiro. 
Trabalhou em alguns filmes como ator, sem se caracterizar de palhaço.

## Biografia
Waldemar Seyssel nasceu em uma  família ligada à história do circo no Brasil. Começou a atuar com seis anos de idade, no circo Chileno, de propriedade de seu tio, irmão de sua mãe.
Seu avô Julio Seyssel, nascido na França, era professor na Universidade de Sorbonne. Ele conheceu e apaixonou-se por uma acróbata espanhola que trabalhava num circo. 
Sua família não queria o casamento, mas os dois resolveram se casar mesmo assim. Júlio deixou o cargo de professor e foi morar no circo, onde tornou-se apresentador. O casal viajou para o Brasil junto com o Grande Circo inglês, dos Irmãos Charles, onde se radicaram, dando origem a uma linhagem circense. Arrelia tinha cinco irmãos que foram do circo, entre eles o palhaço Pimentinha e o palhaço Aleluia. 
Anos depois Arrelia trocou os picadeiros pela televisão. Foi o primeiro da sua família a abandonar o circo, pois dizia que o trabalho não dava dinheiro suficiente para viver. Em 1958, seus irmãos começaram a trabalhar com ele na TV Record.
Waldemar Seyssel iniciou seus trabalhos saltando, passando depois pelo trapézio, pela cama elástica e em outras acrobacias, com seus dois irmãos, Henrique e Paulo. Mas quando o pai, cansado, deixou o circo, substituiu o nome artístico, usando o apelido de família que seu tio Henrique lhe dera: Arrelia. Seu primeiro parceiro foi o ator Feliz Batista, que fazia o palhaço de cara branca, vindo depois o irmão Henrique Sobrinho. Finalmente, quando trocou o circo pela televisão, em 1953, teve como parceiro o palhaço Walter Seyssel Pimentinha, seu sobrinho.

## Carreira

### Caracterização do palhaço Arrelia
Ele próprio dizia ser um palhaço bem diferente. Alto e desengonçado, quando todos os palhaços excêntricos são baixos, sem sapatos de bicos imensos e finos e sem bengalas compridas, falando difícil sem saber e errando sempre. Enfim, é um tipo de rua, "um misto de gente que encontrei no circo, teatro, cinema, TV e na própria rua. Um tipo que vai indo aos trambolhões, mas vai indo, mesmo sem instrução e metido a sebo". Ele acreditava muito no estudo acurado do personagem que representava e que o sucesso dependia muito disso.

### Tudo bem
Arrelia popularizou a marcha "Tudo bem", de autoria dele Manoel Ferreira e Antônio Mojica. O refrão usa seu conhecido bordão. A marcha pode ser ouvida em um dueto de Arrelia e Berta Loran no filme "O Barbeiro que se Vira", de 1958.
Como vai? Como vai? Como vai?
Como vai? Como vai, vai, vai?
Muito bem! Muito bem! Muito bem!
Muito bem! Muito bem! Bem! Bem!
Você vai bem?
Eu vou também!
E ele como é que vai?
Vai muito bem, muito bem, bem, bem.

### Morte
Faleceu aos 99 anos, no dia 23 de maio de 2005, na cidade do Rio de Janeiro. Seu restos mortais jaz no Cemitério da Paz.

## Filmografia

### Cinema
| Ano  | Título                 | Papel                     |
| ---- | ---------------------- | ------------------------- |
| 1947 | O Palhaço Atormentado  |                           |
| 1950 | Modelo 19              | Juca                      |
| 1951 | Susana e o Presidente  | Genarino, o recepcionista |
| 1953 | O Homem dos Papagaios  | [ 8 ]                     |
| 1953 | Destino em Apuros      | [ 9 ]                     |
| 1954 | A Sogra                | Padre                     |
| 1955 | Carnaval em Lá Maior   | Cozinheiro                |
| 1957 | Na Corda Bamba         | Arrelia                   |
| 1957 | O Barbeiro Que Se Vira | Arrelia                   |
| 1962 | Pluft, o Fantasminha   | Taberneiro                |

### Televisão
| Ano     | Título                        | Papel        | Emissora     |
| ------- | ----------------------------- | ------------ | ------------ |
| 1953/54 | Circo do Arrelia              | Apresentador | TV Paulista  |
| 1955/71 | Circo do Arrelia              | Apresentador | TV Record    |
| 1958    | Triste História de Um Palhaço | Palhaço      | TV Record    |
| 1972/74 | Circo do Arrelia              | Apresentador | TV Educativa |
| 1987    | A Praça É Nossa               | Ele Mesmo    | SBT          |